# Magdeburger Modell
Als Magdeburger Modell wurde die SPD-geführte Minderheitsregierung bezeichnet, die von 1994 bis 2002 in Sachsen-Anhalt (mit der Landeshauptstadt Magdeburg) amtierte. Da Ministerpräsident Reinhard Höppner über keine eigene Mehrheit im Landtag von Sachsen-Anhalt verfügte, war er auf die Unterstützung („Tolerierung“) der PDS angewiesen. Von 2001 bis 2002 wurde auch in Berlin übergangsweise nach dem Magdeburger Modell regiert.

## Magdeburger Modell in Sachsen-Anhalt
Bei der Landtagswahl 1994 in Sachsen-Anhalt verlor die bisherige CDU/FDP-Koalition (schwarz-gelb) von Ministerpräsident Christoph Bergner ihre Mehrheit, da die FDP die Fünf-Prozent-Hürde verfehlte und die CDU nur knapp vor der SPD stärkste Kraft wurde. Auch SPD und Bündnis 90/Die Grünen erreichten gemeinsam keine Mehrheit der Landtagsmandate. Daher beschlossen die Spitzenkandidaten von SPD und Bündnis 90/Die Grünen, Reinhard Höppner und Hans-Jochen Tschiche, eine von der PDS tolerierte rot-grüne Minderheitsregierung zu bilden. Mittels dieser Konstellation wurde Höppner am 21. Juli 1994 im dritten Wahlgang bei mehrheitlicher Stimmenthaltung der Abgeordneten der PDS zum Ministerpräsidenten gewählt und bildete das Kabinett Höppner I.
Das Magdeburger Modell wurde auch nach der Landtagswahl 1998 fortgesetzt, obwohl diesmal Bündnis 90/Grüne den erneuten Einzug in den Landtag verfehlte. Die PDS tolerierte daraufhin das Kabinett Höppner II der SPD gegen die gespaltene Opposition aus CDU und DVU. 2002 wurde die Regierung Höppners schließlich von einer CDU/FDP-Koalition des neuen Ministerpräsidenten Wolfgang Böhmer (CDU) abgelöst.

## Magdeburger Modell in Berlin
In Berlin zerbrach im Juni 2001 die seit 1991 bestehende Große Koalition von CDU und SPD infolge des „Berliner Bankenskandals“. Bis zu einer vorgezogenen Neuwahl zum Abgeordnetenhaus von Berlin regierte Klaus Wowereit als Regierender Bürgermeister einer Übergangsregierung aus SPD und Bündnis 90/Die Grünen, die ebenfalls auf die Unterstützung der PDS angewiesen war: Zusammen kamen die Fraktionen, die Wowereits Minderheitsregierung stützten, auf 60 Sitze im Parlament gegenüber 76 Sitzen der CDU. Die 33 Abgeordneten der PDS-Fraktion stimmten bei der Wahl des Senats am 16. Juni 2001 mehrheitlich mit SPD und Grünen, sodass alle vorgeschlagenen Kandidaten mit Ergebnissen zwischen 85 und 91 Stimmen gewählt wurden.
Nach der Abgeordnetenhauswahl vom 21. Oktober 2001 wurde nach längeren Verhandlungen im Januar 2002 ein rot-roter Mehrheitssenat aus SPD und PDS gebildet und die zuvor lediglich „tolerierende“ PDS war mit drei Senatoren nunmehr aktiv an der Regierung beteiligt.